# François de La Rochefoucauld (1558-1645)
Pour les articles homonymes, voir La Rochefoucauld et Cardinal de La Rochefoucauld.
Pour les autres membres de la famille, voir Famille de La Rochefoucauld.
François de La Rochefoucauld, né le 8 décembre 1558 à Paris et  décédé le 14 février 1645 à Paris, est un prélat français, grand promoteur des réformes tridentines dans l'Église catholique de France. 
Abbé commendataire de Tournus, de Saint-Mesmin de Micy, et de l'abbaye Saint-Jean-de-Réome à Moutiers-Saint-Jean de 1631 à 1645, évêque de Clermont puis de Senlis, grand aumônier de France, et créé cardinal en 1607.

## Biographie

### Jeunesse et formation
Fils de Charles de La Rochefoucauld, comte de Randan, et de Fulvie Pic de La Mirandole, François de La Rochefoucauld n'a que quatre ans lorsqu'il perd son père qui trouve la mort au siège de Rouen. Confié à son oncle Jean de La Rochefoucauld, abbé de Marmoutier, il fait ses humanités et étudie la philosophie et la théologie au collège de Clermont tenu par les Jésuites.
À dix-sept ans (en 1575), le cardinal de Guise le fait abbé commendataire de  l'abbaye Saint-Philibert de Tournus. Malgré son jeune âge, il se révèle excellent  administrateur et emploie l'essentiel des revenus de l'abbaye à sa restauration et à l'aide aux pauvres. En 1584, il succède à son oncle dans la charge de maître de la chapelle du Roi.
Il effectue ensuite un voyage en Italie dont il revient à vingt-six ans avec une riche collection d'ouvrages grecs et latins. Il est alors nommé par Henri III évêque de Clermont, et prend possession de ce siège le 7 septembre 1585. Il s’y emploie avec succès à y réformer le clergé et à convertir les huguenots, nombreux dans son diocèse.

### Conseiller deHenriIV
Il reste à l’écart des excès de la Ligue, mais ne reconnait la légitimité du roi Henri IV qu'après son retour au catholicisme (25 juillet 1593). Ne lui tenant pas rigueur de ce délai, le roi le nomme commandeur dans l'ordre du Saint-Esprit et lui donne l'abbaye Saint-Mesmin de Micy en 1598.
Homme de grande culture, autant monarchiste que catholique et par ailleurs très engagé dans les efforts de réforme du clergé français, comme le demande le concile de Trente, il a une grande influence au sein de l’épiscopat français. Aussi, Henri IV, souhaitant le proposer comme modèle au haut clergé, pétitionne le pape Paul V pour qu’il soit fait cardinal. Le 10 décembre 1607 François de la Rochefoucauld est créé cardinal par le pape Paul V.
Pour avoir son conseiller plus près de lui, Henri IV fait transférer (en 1610) l’évêque de Clermont au siège de Senlis. Peu après, La Rochefoucauld est nommé ambassadeur de France à Rome. Il y rencontre entre autres le cardinal Robert Bellarmin. Une amitié se noue entre les deux ecclésiastiques, tous deux partisans des réformes tridentines bien qu'idéologiquement différents, Bellarmin étant un vigoureux défenseur de la primauté pontificale dans l'Église tandis que La Rochefoucauld ne cachait pas des tendances gallicanes. Lors de sa première visite en Italie il avait rencontré un autre saint réformateur: Charles Borromée, évêque de Milan.  Ses trois années à Rome sont fructueuses : il gagne la confiance du pape et est nommé vice-doyen du Sacré Collège. Il rentre en France en 1613.
Il devient également le parrain de la princesse Henriette-Marie de France, troisième fille et dernier enfant du roi Henri IV et de la reine Marie de Médicis.

### Réformateur et gallican
Le 2 octobre 1614, il assiste au lit de justice où le roi Louis XIII vient déclarer sa majorité. Aux états généraux de 1614, à Paris – avec le soutien du cardinal Jacques du Perron et malgré l'opposition du tiers état – il obtient que l’assemblée générale du clergé adopte les décrets du concile de Trente, avec quelques réserves cependant, qui protègent des libertés de l'Église gallicane. Seule une réforme profonde du clergé peut enrayer le progrès du calvinisme en France.
À la mort du cardinal du Perron, en 1618, il est nommé grand aumônier de France.  En 1619, à la mort de Brichanteau, évêque de Laon, il est nommé abbé commendataire de Sainte-Geneviève. Avec courtoisie et persuasion il parvient à corriger les tendances jansénistes auxquelles étaient portés ses chanoines. Il établit la congrégation monastique de Sainte-Geneviève, connue sous le nom de « Congrégation de France » qui connaîtra un remarquable essor au point de fédérer durant la seconde moitié du xviie siècle plus d’une centaine de monastères et prieurés.  Personnellement fidèle aux réformes tridentines il renonce à son titre pour permettre aux chanoines d’élire leur abbé de manière régulière.

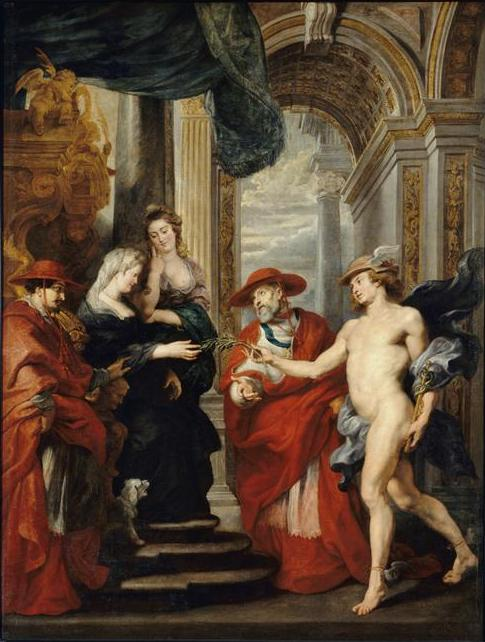
Pierre Paul Rubens (1577–1640), Le Traité d'Angoulême le 30 avril 1619, dit autrefois : La Réconciliation de Marie de Médicis avec son fils, entre 1621 et 1625, huile sur toile, Musée du Louvre.

En mars-avril 1619, il participe avec Philippe de Béthune et le père de Bérulle, aux négociations entre Marie de Médicis, réfugiée à Angoulême auprès du duc d'Épernon, et son fils Louis XIII, lors des « guerres de la mère et du fils », qui aboutissent à un accord le 30 avril. Le 8 avril 1622, le pape Grégoire XV lui demande de superviser la réforme des ordres religieux en France. À la même époque (1622) Louis XIII le fait président du Conseil du roi. En 1624 il se démet de ce poste et de l'évêché de Senlis et son attention se porte alors entièrement aux ordres religieux.  En 1639, le cardinal fonde l'hospice des Incurables, devenu par la suite l'hôpital Laennec.

### Un jésuite?
Depuis ses études au collège de Clermont, La Rochefoucauld est resté proche des Jésuites. Il choisit comme directeur spirituel Étienne Bauny. En 1636, à 78 ans, il exprime à Étienne Binet provincial de France, le souhait de passer les dernières années de sa vie dans la compagnie de Jésus. Le supérieur général, Muzio Vitelleschi, consulte le pape Urbain VIII qui estime que l’Église de France a besoin de lui. Le 22 septembre 1636 Vitelleschi communique à Binet la volonté pontificale, ajoutant que, de son côté il ne s’oppose pas à ce que La Rochefoucauld réside dans une maison jésuite. Il est autorisé, s’il le souhaite à prononcer à l’article de la mort ses vœux comme jésuite.

### Décès
François de La Rochefoucauld meurt à l'abbaye Sainte-Geneviève le 14 février 1645 où  il est également enterré. Aucune preuve n’existe qu’il prononça des vœux de religion avant de mourir. Le peintre Claude Vignon, réalisa en 1645, une série de trente tableaux pour les cérémonies funèbres du cardinal.

## Œuvres
- De l'autorité de l'Église en ce qui concerne la foi et la religion, Lyon, 1597.
- De l'estat ecclésiastique, Lyon, 1597.
- De la perfection de la hiérarchie ecclésiastique et quelle doit estre la vie, doctrine et soin nécessaire aux pasteurs de l'Église, Lyon, 1628.

## Armoiries
Burelé d'argent et d'azur à trois chevrons de gueules, le premier écimé,.